# آراکل میرزویان

آراکل میرزویان (ارمنی: Առաքել Միրզոյան؛ زادهٔ ۲۱ اکتبر ۱۹۸۹ در باغرامیان) یک وزنه‌بردار اهل ارمنستان است.
از افتخارات وی می‌توان به کسب مدال نقره وزن ۶۹ کیلوگرم در مسابقات قهرمانی وزنه‌برداری جهان ۲۰۰۹ اشاره کرد.
پدر وی اوگسن میرزویان نیز وزنه‌برداری بود که در بازی‌های المپیک تابستانی ۱۹۸۸ سئول موفق به کسب مدال طلا شد و سپس مربیگری تیم ملی وزنه‌بردار ارمنستان را بعهده داشت و هم‌اکنون رئیس فدراسیون وزنه‌برداری ارمنستان است.
آراکل میرزویان ورزش وزنه‌برداری را در سن ۵ سالگی شروع کرده‌است.

## نتایج مهم
| سال                                                     | مکان                 | وزن            | یک ضرب (کیلوگرم) | یک ضرب (کیلوگرم) | یک ضرب (کیلوگرم) | یک ضرب (کیلوگرم) | یک ضرب (کیلوگرم) | دوضرب (کیلوگرم) | دوضرب (کیلوگرم) | دوضرب (کیلوگرم) | دوضرب (کیلوگرم) | دوضرب (کیلوگرم) | مجموع          | رتبه           |
| سال                                                     | مکان                 | وزن            | ۱                | ۲                | ۳                | نتیجه            | رتبه             | ۱               | ۲               | ۳               | نتیجه           | رتبه            | مجموع          | رتبه           |
| بازی‌های المپیک                                          | بازی‌های المپیک       | بازی‌های المپیک | بازی‌های المپیک   | بازی‌های المپیک   | بازی‌های المپیک   | بازی‌های المپیک   | بازی‌های المپیک   | بازی‌های المپیک  | بازی‌های المپیک  | بازی‌های المپیک  | بازی‌های المپیک  | بازی‌های المپیک  | بازی‌های المپیک | بازی‌های المپیک |
| ------------------------------------------------------- | -------------------- | -------------- | ---------------- | ---------------- | ---------------- | ---------------- | ---------------- | --------------- | --------------- | --------------- | --------------- | --------------- | -------------- | -------------- |
| ۲۰۱۶                                                    | ریو دو ژانیرو، برزیل | ۸۵ ک‌گ          | ۱۵۸              | ۱۵۸              | انصراف           | ۱۵۸              | ۱۰               |                 |                 |                 | '               | -               | '              | '              |
| ۲۰۱۲                                                    | لندن، بریتانیا       | ۶۹ ک‌گ          | ۱۴۸              | ۱۴۸              | ۱۵۱              | ۱۴۸              | ۵                | ۱۷۷             | ۱۷۷             | ۱۸۱             | -               | -               | '              | '              |
| قهرمانی وزنه‌برداری جهان                                 |                      |                |                  |                  |                  |                  |                  |                 |                 |                 |                 |                 |                |                |
| ۲۰۰۹(۷۷مین دوره)                                        | گویانگ، کره جنوبی    | ۶۹ ک‌گ          | ۱۵۰              | ۱۵۴              | ۱۵۴              | ۱۵۴              | ۳                | ۱۸۰             | ۱۸۴             | ۱۸۴             | ۱۸۰             | ۴               | ۳۳۴            | 2              |
| ۲۰۱۱                                                    | پاریس، فرانسه        | ۷۷ ک‌گ          | ۱۴۵              | ۱۵۱              | ۱۵۵              | ۱۵۵              | ۶                | ۱۷۵             | ۱۸۳             | ۱۸۹             | ۱۸۳             | ۱۳              | ۳۳۸            | ۱۰             |
| مسابقات قهرمانی وزنه‌برداری اروپا                        |                      |                |                  |                  |                  |                  |                  |                 |                 |                 |                 |                 |                |                |
| ۲۰۱۶                                                    | فورده، نروژ          | ۸۵ ک‌گ          | ۱۴۵              | ۱۵۱              | انصراف           | ۱۵۱              | ۱۰               | ۱۸۱             | ۱۸۶             | ۱۸۷             | ۱۸۱             | ۱۶              | ۳۳۲            | ۱۳ (۱۲)        |
| ۲۰۱۴                                                    | تل‌آویو، اسرائیل      | ۷۷ ک‌گ          | ۱۴۰              | ۱۴۵              | ۱۴۷              | ۱۴۷              | ۹                | ۱۷۰             | ۱۷۵             | ۱۷۷             | ۱۷۵             | ۱۰              | ۳۲۲            | ۱۰             |
| ۲۰۰۹                                                    | بخارست، رومانی       | ۶۹ ک‌گ          | ۱۴۵              | ۱۵۱              | ۱۵۴              | ۱۵۱              | ۱                | ۱۸۰             | ۱۸۵             | ۱۸۵             | ۱۸۵             | ۲               | ۳۳۶            | 1              |
| 1st INTERNATIONAL FAJR CUP                              |                      |                |                  |                  |                  |                  |                  |                 |                 |                 |                 |                 |                |                |
| ۲۰۱۶                                                    | تهران، ایران         | ۸۵ ک‌گ          | ۱۴۰              | ۱۴۸              | ۱۵۴              | ۱۵۴              | ۸                | ۱۸۲             | ۱۸۸             | ۱۹۰             | ۱۸۸             | ۸               | ۳۴۲            | ۹              |
| 6th RUSSIAN FEDERATION PRESIDENT'S CUP - IWF GRAND PRIX |                      |                |                  |                  |                  |                  |                  |                 |                 |                 |                 |                 |                |                |
| ۲۰۱۶                                                    | کازان، روسیه         | ۹۴ ک‌گ          | ۱۳۰              | ۱۳۵              | ۱۴۰              | ۱۴۰              | ۸                | ۱۷۰             | ۱۷۵             | ۱۸۰             | ۱۸۰             | ۴               | ۳۲۰            | ۵ (۴)          |
| 35th JUNIOR WORLD                                       |                      |                |                  |                  |                  |                  |                  |                 |                 |                 |                 |                 |                |                |
| ۲۰۰۹                                                    | بخارست، رومانی       | ۶۹ ک‌گ          | ۱۴۲              | ۱۵۰              | ۱۵۲              | ۱۵۲              | ۱                | ۱۸۰             | ۱۸۰             | ۱۸۰             | -               | -               | '              | '              |
| قهرمانی جوانان جهان                                     |                      |                |                  |                  |                  |                  |                  |                 |                 |                 |                 |                 |                |                |
| ۲۰۰۸ دوره ۳۴ام                                          | کالی، کلمبیا         | ۶۹ ک‌گ          | ۱۳۳              | ۱۳۷              | ۱۳۷              | ۱۳۷              | ۲                | ۱۶۵             | ۱۶۵             | ۱۷۰             | ۱۶۵             | ۲               | ۳۰۲            | [ ۱ ]          |
| 1st FISU WORLD UNIVERSITY                               |                      |                |                  |                  |                  |                  |                  |                 |                 |                 |                 |                 |                |                |
| ۲۰۰۸                                                    | دراج، آلبانی         | ۶۹ ک‌گ          | ۱۳۵              | ۱۴۰              | ۱۴۲              | ۱۴۰              | ۱                | ۱۶۵             | ۱۷۰             | ۱۷۰             | ۱۷۰             | ۱               | ۳۱۰ (۳۱۲)      | نقره؟          |
| مسابقات قهرمانی وزنه‌برداری نوجوانان اروپا               |                      |                |                  |                  |                  |                  |                  |                 |                 |                 |                 |                 |                |                |
| ۲۰۰۶                                                    | لاندسکرونا، سوئد     | ک‌گ             | ۱۱۰              | ۱۱۵              | ۱۱۸              | ۱۱۵              | ۲                | ۱۴۰             | ۱۴۲             | ۱۴۳             | ۱۴۲             | ۲               | ۲۵۷            | 2              |
| ۲۰۰۵                                                    | صوفیه، بلغارستان     | ک‌گ             | ۱۰۷              | ۱۱۰              | ۱۱۳              | ۱۱۰              | ۴                | ۱۳۲             | ۱۴۰             | ۱۴۰             | ۱۳۲             | ۴               | ۲۴۲            | ۴              |